# Archipelag Cesarzowej Eugenii
Archipelag Cesarzowej Eugenii (ros. Архипелаг Императрицы Евгении) – grupa pięciu wysp i licznych małych wysepek w Zatoce Piotra Wielkiego na Morzu Japońskim, w pobliżu Władywostoku.
Do archipelagu należą:
- Wyspa Rosyjska
- Rejneke
- Wyspa Popowa
- Wyspa Rikorda
- Wyspa Szkota
- pomniejsze wysepki i skały, np. Wyspa Jeleny, Uszy

Wyspy zostały odkryte w połowie XIX wieku przez francuskich rybaków, na mapach pojawiły się w 1855 roku.
Nazwano je na cześć Eugenii, francuskiej cesarzowej i żony Napoleona III.

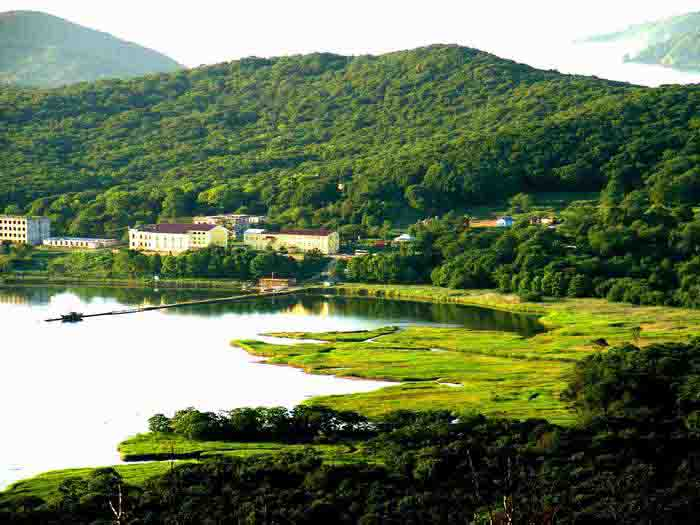
Wyspa Rosyjska
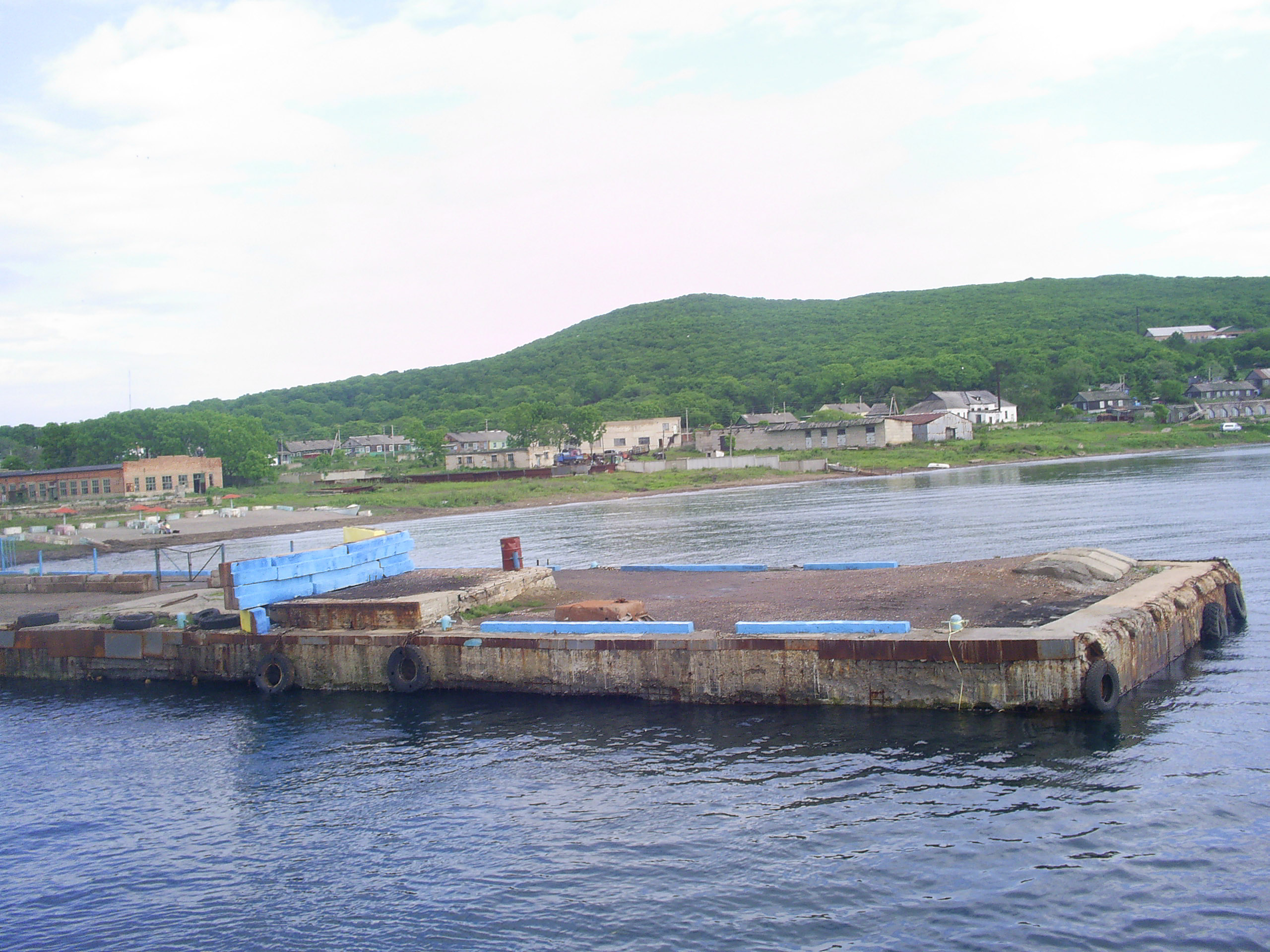
Wyspa Popowa
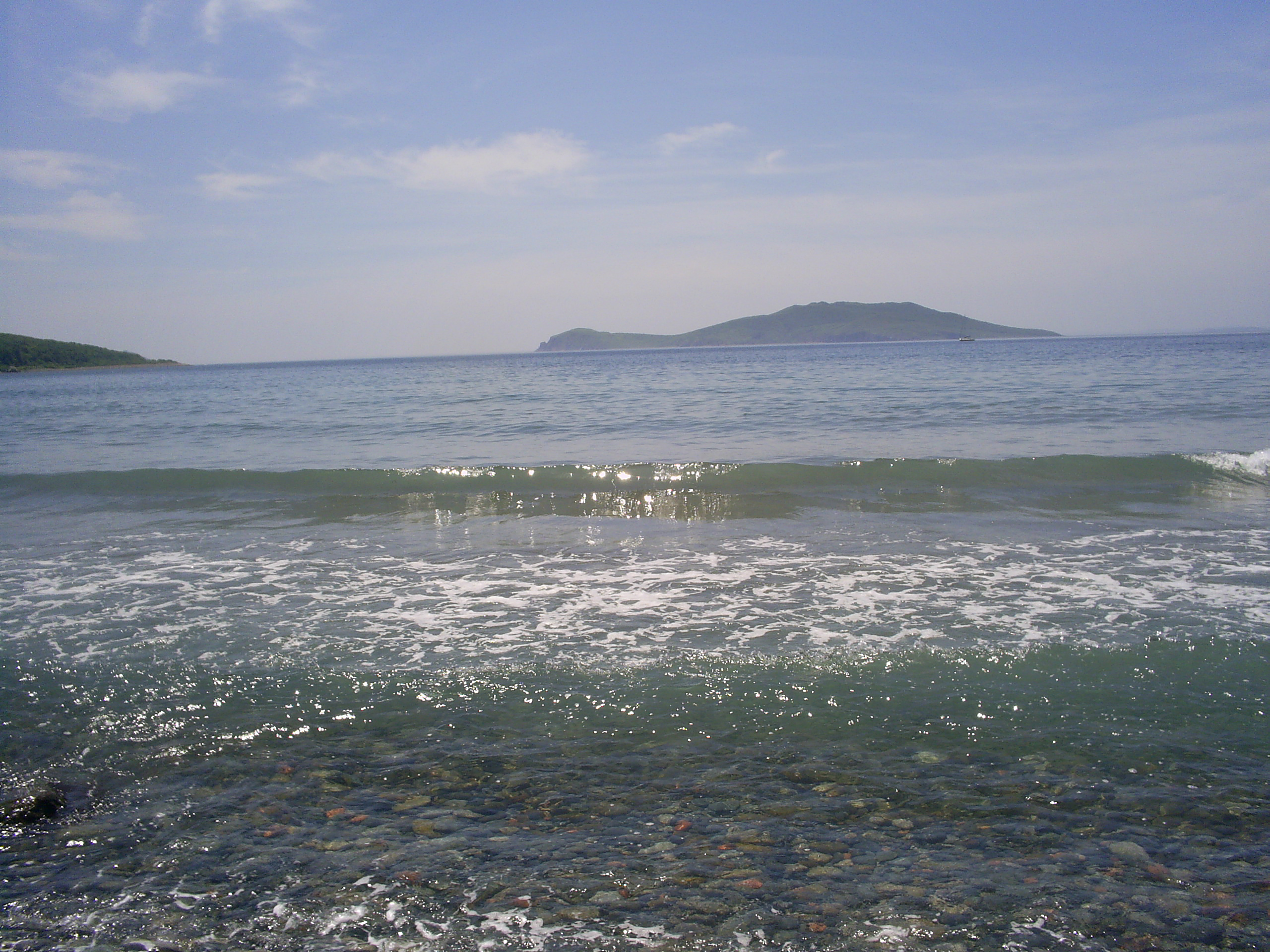
Wyspa Rikorda
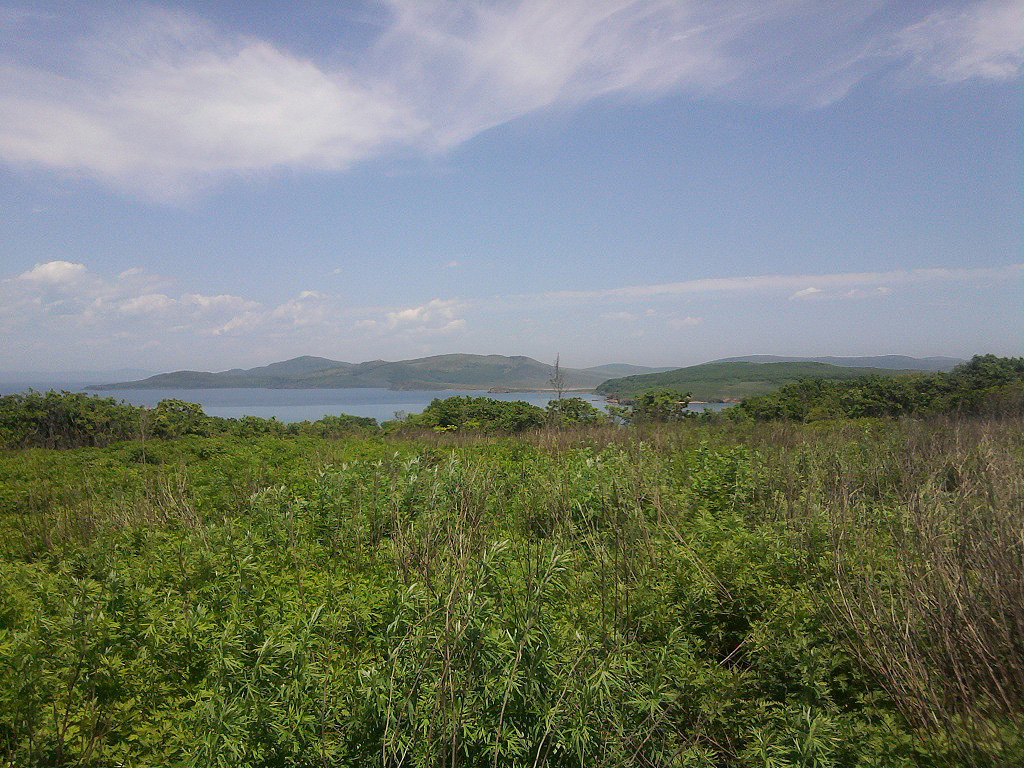
Rejneke